# World Touring Car Championship 1987
World Touring Car Championship 1987 – pierwszy sezon World Touring Car Championship. Rozpoczął się 22 marca na torze Autodromo Nazionale di Monza we Włoszech, a zakończył 15 listopada w Japonii, na Fuji International Speedway. Tytuł w klasyfikacji kierowców zdobył Włoch Roberto Ravaglia.

## Lista startowa
Tylko piętnaście załóg, których kierowcy startowali w wyścigach zaliczanych do klasyfikacji World Touring Car Championship zostało dopuszczonych do zdobywania punktów. Dywizje podzielono ze względu na pojemność silnika:
- Dywizja 1: 1-1600 cc
- Dywizja 2: 1601-2500 cc
- Dywizja 3: Ponad 2500 cc

| Nr  | Zespół                                                       | Samochód                                   | Dyw. | Opony | Kierowcy |
| --- | ------------------------------------------------------------ | ------------------------------------------ | ---- | ----- | --- |
| 1   | Pro Team Italia/Imberti                                      | Maserati Biturbo                           | 3    | D     | Bruno Giacomelli Armin Hahne Marcello Gunella Mario Hytten Nicola Tesini Kevin Bartlett                             |
| 6   | Eggenberger Motorsport                                       | Ford Sierra RS Cosworth Ford Sierra RS 500 | 3    | P     | Steve Soper Klaus Niedzwiedz Pierre Dieudonné                                                                       |
| 7   | Eggenberger Motorsport                                       | Ford Sierra RS Cosworth Ford Sierra RS 500 | 3    | P     | Andy Rouse Thierry Tassin Klaus Ludwig Pierre Dieudonné Klaus Niedzwiedz                                            |
| 8   | Andy Rouse Engineering                                       | Ford Sierra RS Cosworth Ford Sierra RS 500 | 3    | P     | Klaus Ludwig Pierre Dieudonné Andy Rouse Thierry Tassin Win Percy Armin Hahne Bernd Schneider                       |
| 40  | Schnitzer                                                    | BMW M3                                     | 2    | Y     | Ivan Capelli Roberto Ravaglia Roland Ratzenberger Emanuele Pirro                                                    |
| 42  | CiBiEmme Sport                                               | BMW M3                                     | 2    | P     | Riccardo Patrese Johnny Cecotto Gianfranco Brancatelli Mauro Baldi                                                  |
| 43  | Bigazzi                                                      | BMW M3                                     | 2    | P     | Luis Pérez-Sala Olivier Grouillard Winfried Vogt                                                                    |
| 46  | Schnitzer                                                    | BMW M3                                     | 2    | Y     | Emanuele Pirro Roland Ratzenberger Roberto Ravaglia Markus Oestreich Dieter Quester                                 |
| 75  | Alfa Corse                                                   | Alfa Romeo 75 Turbo                        | 2    | P     | Alessandro Nannini Michael Andretti Jacques Laffite Paolo Barilla Giorgio Pianta Jean-Louis Schlesser Nicola Larini |
| 76  | Alfa Corse                                                   | Alfa Romeo 75 Turbo                        | 2    | P     | Giorgio Francia Paolo Barilla Jean-Louis Schlesser Giorgio Pianta Alessandro Nannini                                |
| 77  | Brixia Corse                                                 | Alfa Romeo 75 Turbo                        | 2    | P     | Rinaldo Drovandi Claudio Langes Gabriele Tarquini                                                                   |
| 78  | Brixia Corse                                                 | Alfa Romeo 75 Turbo                        | 2    | P     | Carlo Rossi Alessandro Santin                                                                                       |
| 79  | Albatech                                                     | Alfa Romeo 75 Turbo                        | 2    | P     | Walter Voulaz Marcello Cipriani d'Avanzo Massimo Siena                                                              |
| 80  | Q-Racing                                                     | Alfa Romeo 75 Turbo                        | 2    | P     | Thomas Lindström Mikael Naebrink                                                                                    |
| 100 | Alfa Corse Alfa Romeo Benelux Scuderia Autolodi Corse S.r.l. | Alfa Romeo 33                              | 1    | P     | Carlo Brambilla Giovanni Maggiorelli Luis Villamil Alain Thiebaut Daniele Toffoli Giorgio Francia                   |

## Kalendarz wyścigów
| Runda | Tor                            | Data            | Pole Position  | Najszybsze okrążenie | Zwycięzcy wyścigu                                   | Zwycięzcy (WTCC)                                    | Zwycięzca (konstruktorzy WTCC) |
| ----- | ------------------------------ | --------------- | -------------- | -------------------- | --------------------------------------------------- | --------------------------------------------------- | ------------------------------ |
| 1     | Autodromo Nazionale di Monza   | 22 marca        | Andy Rouse     | Andy Rouse           | Allan Moffat John Harvey                            | Walter Voulaz Marcello Cipriani                     | Alfa Romeo                     |
| 2     | Circuito Permanente Del Jarama | 19 kwietnia     | Klaus Ludwig   | Andy Rouse           | Emanuele Pirro Roberto Ravaglia Roland Ratzenberger | Emanuele Pirro Roberto Ravaglia Roland Ratzenberger | BMW                            |
| 3     | Dijon-Prenois                  | 10 maja         | Emanuele Pirro |                      | Gianfranco Brancatelli Johnny Cecotto               | Gianfranco Brancatelli Johnny Cecotto               | BMW                            |
| 4     | Nürburgring                    | 12 lipca        | Steve Soper    | Klaus Ludwig         | Klaus Ludwig Klaus Niedzwiedz Pierre Dieudonné      | Klaus Ludwig Klaus Niedzwiedz Pierre Dieudonné      | Ford                           |
| 5     | Circuit de Spa-Francorchamps   | 1-2 sierpnia    | Klaus Ludwig   | Thierry Boutsen      | Eric van de Poele Jean-Michel Martin Didier Theys   | Luis Pérez-Sala Olivier Grouillard Winfried Vogt    | BMW                            |
| 6     | Masaryk Circuit                | 16 sierpnia     | Klaus Ludwig   | Klaus Ludwig         | Klaus Ludwig Klaus Niedzwiedz                       | Klaus Ludwig Klaus Niedzwiedz                       | Ford                           |
| 7     | Silverstone Circuit            | 6 września      | Steve Soper    | Steve Soper          | Enzo Calderari Fabio Mancini                        | Emanuele Pirro Roberto Ravaglia Roland Ratzenberger | BMW                            |
| 8     | Mount Panorama Circuit         | 4 października  | Klaus Ludwig   | Andrew Miedecke      | Peter McLeod Peter Brock David Parsons Jon Crooke   | Gianfranco Brancatelli Johnny Cecotto               | BMW                            |
| 9     | Calder Park Raceway            | 11 października | Klaus Ludwig   | Andrew Miedecke      | Steve Soper Pierre Dieudonné Klaus Niedzwiedz       | Steve Soper Pierre Dieudonné Klaus Niedzwiedz       | Ford                           |
| 10    | Wellington                     | 26 października | Klaus Ludwig   | Steve Soper          | Klaus Ludwig Klaus Niedzwiedz                       | Klaus Ludwig Klaus Niedzwiedz                       | Ford                           |
| 11    | Fuji International Speedway    | 15 listopada    | Klaus Ludwig   | Klaus Ludwig         | Klaus Ludwig Klaus Niedzwiedz                       | Klaus Ludwig Klaus Niedzwiedz                       | Ford                           |

## Klasyfikacja kierowców
Punktacja:

Wyścig: 20-15-12-10-8-6-4-3-2-1 (dziesięć pierwszych pozycji)

| Legenda oznaczeń w tabelach wyników Wyświetl szablon na nowej stronie | Legenda oznaczeń w tabelach wyników Wyświetl szablon na nowej stronie                                                                     |
| Oznaczenie                                                            | Wyjaśnienie |
| --------------------------------------------------------------------- | --- |
| Złoty                                                                 | Zwycięzca lub mistrzostwo |
| Srebrny                                                               | 2. miejsce lub wicemistrzostwo |
| Brązowy                                                               | 3. miejsce lub II wicemistrzostwo |
| Zielony                                                               | Ukończył, punktował (w klasyfikacji generalnej, gdy zdobył co najmniej jeden punkt na przestrzeni sezonu, poza trzema powyższymi opcjami) |
| Niebieski                                                             | Ukończył, nie punktował (w klasyfikacji generalnej, gdy nie zdobył co najmniej jednego punktu na przestrzeni sezonu)                      |
| Czerwony                                                              | Nie zakwalifikował się (NZ) |
| Czerwony                                                              | Nie prekwalifikował się (NPK) |
| Różowy                                                                | Nie ukończył (NU) |
| Różowy                                                                | Niesklasyfikowany (NS) (w klasyfikacji generalnej, gdy nie został sklasyfikowany w żadnym wyścigu sezonu)                                 |
| Czarny                                                                | Zdyskwalifikowany (DK) |
| Czarny                                                                | Wykluczony (WYK/EX) |
| Biały                                                                 | Nie wystartował (NW) |
| Biały                                                                 | Kontuzjowany (K/INJ) |
| Biały                                                                 | Wyścig odwołany (OD/C) |
| Bez koloru                                                            | Został wycofany (WYC/WD) |
| Bez koloru                                                            | Nie przybył (NP/DNA) |
| Bez koloru                                                            | Nie brał udziału w treningach (NT/DNP) |
| Bez koloru                                                            | Nie został zgłoszony (–) |
| Pogrubienie                                                           | Start z pole position |
| Kursywa                                                               | Najszybsze okrążenie wyścigu |
| †                                                                     | Nie ukończył, ale jego rezultat został zaliczony ze względu na przejechanie więcej niż 90% dystansu wyścigu.                              |
| *                                                                     | Sezon w trakcie |
| 1/2/3                                                                 | Punktowana pozycja w sprincie kwalifikacyjnym                                                                                             |
| Lista systemów punktacji Formuły 1                                    | |

| Pozycja | Kierowca               | Samochód                                  | ITA | ESP | FRA | DEU | BEL | CSK | GBR | MOU | CAL | NZL | JPN | Punkty |
| ------- | ---------------------- | ----------------------------------------- | --- | --- | --- | --- | --- | --- | --- | --- | --- | --- | --- | ------ |
| 1       | Roberto Ravaglia       | BMW M3                                    | DK  | 1   | NU  | 2   | NU  | 4   | 1   | 3   | 2   | 2   | 2   | 269    |
| 2       | Klaus Ludwig           | Ford Sierra RS Cosworth Ford Sierra RS500 | DK  | 4   | 4   | 1   | NU  | 1   | 4   | DK  | 5   | 1   | 1   | 268    |
| 2       | Klaus Niedzwiedz       | Ford Sierra RS Cosworth Ford Sierra RS500 | DK  | 5   | 3   | 1   | NU  | 1   | 4   | DK  | 5   | 1   | 1   | 268    |
| 4       | Emanuele Pirro         | BMW M3                                    | DK  | 1   | NU  | 2   | NU  | NU  | 1   | 3   | 2   | 2   | 2   | 244    |
| 5       | Pierre Dieudonné       | Ford Sierra RS Cosworth Ford Sierra RS500 | DK  | 4   | 4   | NU  | NU  | 2   | 7   | DK  | 1   | 3   | 4   | 193    |
| 5       | Steve Soper            | Ford Sierra RS Cosworth Ford Sierra RS500 | DK  | 5   | 3   | NU  | NU  | 2   | 7   | DK  | 1   | 3   | 4   | 193    |
| 7       | Olivier Grouillard     | BMW M3                                    | DK  | 3   |     | 4   | 1   | 3   | NU  | 2   |     | NU  | 6   | 164    |
| 8       | Johnny Cecotto         | BMW M3                                    | DK  | 6   | 1   | NU  | NU  | 5   | NU  | 1   | 4   | NU  | 5   | 158    |
| 8       | Gianfranco Brancatelli | BMW M3                                    |     | 6   | 1   | NU  | NU  | 5   | NU  | 1   | 4   | NU  | 5   | 158    |
| 10      | Roland Ratzenberger    | BMW M3                                    | DK  | 2   | NU  | 3   | 6   | 4   | NU  | NU  | 3   | 4   |     | 146    |
| 11      | Luis Pérez-Sala        | BMW M3                                    | DK  | 3   |     | 4   | 1   | 3   | NU  |     |     |     | 6   | 134    |
| 12      | Giorgio Francia        | Alfa Romeo 75 Turbo Alfa Romeo 33         | NU  | NU  | 6   | 7   | 5   | NU  | 2   | NU  | 6   | 5   |     | 130    |
| 13      | Markus Oestreich       | BMW M3                                    | DK  |     | NU  | 3   | 6   | NU  | NU  | NU  | 3   | 4   | 3   | 118    |
| 14      | Daniele Toffoli        | Alfa Romeo 33                             |     |     |     |     | NU  |     | 9   | NU  | 6   | 5   | 8   | 99     |
| 15      | Walter Voulaz          | Alfa Romeo 75 Turbo                       | 1   | 7   | 10  | NU  | 4   | 9   | 8   |     |     |     |     | 94     |
| 15      | Marcello Cipriani      | Alfa Romeo 75 Turbo                       | 1   | 7   | 10  | NU  | 4   | 9   | 8   |     |     |     |     | 94     |
| 17      | Jacques Laffite        | Alfa Romeo 75 Turbo                       |     | 10  | 7   | 6   | 3   | 8   | 5   |     |     |     |     | 86     |
| 18      | Carlo Rossi            | Alfa Romeo 75 Turbo                       | 2   | NU  | 9   | 9   | NU  | 7   | 3   |     |     |     |     | 80     |
| 18      | Alessandro Santin      | Alfa Romeo 75 Turbo                       | 2   | NU  | 9   | 9   | NU  | 7   | 3   |     |     |     |     | 80     |
| 20      | Armin Hahne            | Maserati Biturbo Ford Sierra RS500        | 4   | NZ  | NU  | NU  | NU  | 11  | 6   | NU  | NU  |     | 7   | 79     |
| 21      | Winni Vogt             | BMW M3                                    | DK  |     | NU  |     | 1   |     |     | 2   | NU  | NU  |     | 70     |
| 22      | Paolo Barilla          | Alfa Romeo 75 Turbo                       | NU  | NU  |     | 6   | 3   | 8   | 5   |     |     |     |     | 67     |
| 23      | Ivan Capelli           | BMW M3                                    | DK  | 2   | 2   |     | NU  |     |     |     |     |     |     | 60     |
|         | Alessandro Nannini     | Alfa Romeo 75 Turbo                       | 3   | 10  | 7   |     | 5   |     |     |     |     |     |     | 59     |
| 25      | Andy Rouse             | Ford Sierra RS Cosworth Ford Sierra RS500 | NU  | 8   | 5   | 5   |     | NU  | NU  | NU  | NU  |     |     | 58     |
| 25      | Thierry Tassin         | Ford Sierra RS Cosworth Ford Sierra RS500 | NU  | 8   | 5   | 5   |     | NU  | NU  | NU  | NU  |     |     | 58     |
| 27      | Rinaldo Drovandi       | Alfa Romeo 75 Turbo                       |     | NU  | 8   | 8   | 2   | 10  | NU  |     |     |     |     | 54     |
| 27      | Jean-Louis Schlesser   | Alfa Romeo 75 Turbo                       |     |     | 6   | 7   | 3   |     |     |     |     |     |     | 54     |
| 29      | Alain Thiebaut         | Alfa Romeo 33                             |     |     |     |     | NU  |     | 9   |     |     |     | 8   | 45     |
| 30      | Gabriele Tarquini      | Alfa Romeo 75 Turbo                       |     | NU  |     | 8   | 2   | 10  | NU  |     |     |     |     | 43     |
| 31      | Bruno Giacomelli       | Maserati Biturbo                          | 4   | NZ  | NU  | NU  | NU  | 11  |     | NU  |     |     |     | 42     |
| 31      | Marcello Gunella       | Maserati Biturbo                          | 4   |     |     | NU  |     | 11  |     |     |     |     |     | 42     |
| 33      | Claudio Langes         | Alfa Romeo 75 Turbo                       |     |     | 8   |     | 2   |     |     |     |     |     |     | 41     |
| 34      | Dieter Quester         | BMW M3                                    |     |     |     |     | 6   |     |     |     |     |     | 3   | 39     |
| 35      | Altfrid Heger          | BMW M3                                    | DK  |     |     |     |     |     |     | 2   | NU  |     |     | 30     |
| 35      | Nicola Larini          | Alfa Romeo 75 Turbo                       |     |     |     |     |     | NU  | 2   |     |     |     |     | 30     |
| 35      | Thomas Lindström       | Alfa Romeo 75 Turbo                       |     | 9   | 12  | 10  | NU  | 6   | NW  |     |     |     |     | 30     |
| 38      | Michael Andretti       | Alfa Romeo 75 Turbo                       | 3   |     |     |     |     |     |     |     |     |     |     | 24     |
| 39      | Carlo Brambilla        | Alfa Romeo 33                             |     | NU  |     |     | NU  |     | 9   |     |     |     |     | 22     |
| 40      | Mario Hytten           | Maserati Biturbo                          |     |     |     |     |     |     | 6   |     |     |     |     | 21     |
| 40      | Nicola Tesini          | Maserati Biturbo                          |     |     |     |     |     |     | 6   |     |     |     |     | 21     |
| 42      | Massimo Siena          | Alfa Romeo 75 Turbo                       |     |     |     |     | 4   |     |     |     |     |     |     | 20     |
| 43      | Steven Andskär         | Alfa Romeo 75 Turbo                       |     |     |     |     | NU  | 6   | NW  |     |     |     |     | 16     |
| 43      | Bernd Schneider        | Ford Sierra RS500                         |     |     |     |     |     |     |     |     |     |     | 7   | 16     |
| 45      | Mikael Naebrink        | Alfa Romeo 75 Turbo                       |     | 9   | 12  | 10  | NU  |     |     |     |     |     |     | 14     |
| 46      | Bruno di Gioia         | Alfa Romeo 75 Turbo                       |     |     | 11  |     |     |     |     |     |     |     |     | 3      |
| 46      | Gerard Févrot          | Alfa Romeo 75 Turbo                       |     |     | 11  |     |     |     |     |     |     |     |     | 3      |
| Pozycja | Kierowca               | Samochód                                  | ITA | ESP | FRA | DEU | BEL | CSK | GBR | MOU | CAL | NZL | JPN | Punkty |

Uwagi:
- pogrubienie – pole position
- kursywa – najszybsze okrążenie

## Klasyfikacja konstruktorów
| P | Konstruktor | Punkty |
| - | ----------- | ------ |
| 1 | BMW         | 1590   |
| 2 | Alfa Romeo  | 1188   |
| 3 | Ford        | 1070   |
| 4 | Maserati    | 189    |